# WISE 1217+1626
WISE 1217+1626 (= WISE J1217+1626) is een tweevoudige ster met een spectraalklasse van L9 en Y0. De ster bevindt zich 31,24 lichtjaar van de zon.